# Cremanthodium campanulatum
Cremanthodium campanulatum là một loài thực vật có hoa trong họ Cúc. Loài này được (Franch.) Diels mô tả khoa học đầu tiên năm 1912.